# Walter Nicodemi
Walter Nicodemi (Stradella, 25 ottobre 1936 – Milano, 28 giugno 2011) è stato un ingegnere italiano specializzato in metallurgia e in particolare in siderurgia.

## Biografia
Nel 1961 si laurea in ingegneria meccanica presso il Politecnico di Milano, difendendo una tesi sulla fonderia dell'acciaio inossidabile),. Intraprende poi la carriera accademica, come assistente di Raffaello Zoja dal 1963 al 1969, quando ottiene la cattedra in Siderurgia.
Successivamente gli furono affidati i corsi di Metallurgia Applicata e Archeometallurgia.
Nel 2001 divenne presidente del corso di laurea in Ingegneria dei Materiali.
Il lavoro svolto da Walter Nicodemi nell'ambito universitario ha portato all'arricchimento strumentale di 3 milioni di euro da parte del Politecnico di Milano. Il suo gruppo di lavoro ha inoltre prodotto più di un migliaio di contributi scientifici.

### Altri incarichi
Nicodemi è stato presidente dell'Associazione Italiana di Metallurgia (AIM) nei trienni 1986-1989, 2000-2003 e 2006-2009. Dal 1990 è stato "fellow" dell'American Society of Materials (ASM)., svolgendo poi il ruolo di "Chairman of the Italy Charter" dell'associazione dal 1994 al 1999 e dal 2004 al 2009.
È stato presidente della Federazione delle associazioni scientifiche e tecniche (1996-1998) e della Fondazione per la diffusione scientifica e culturale (1996-2000).
Dal 2001 è stato  membro onorario della Federation of European Materials Societies.

## Riconoscimenti AIM
Nell'ambito dell'Associazione Italiana di Metallurgia, Walter Nicodemi ha ricevuto i seguenti riconoscimenti:
- Nel 1968 riceve la Medaglia De Carli.[2][1]
- Nel 2005 riceve la Medaglia d'acciaio "Federico Giolitti".[1]
- Ha inoltre ricevuto la Medaglia d'oro AIM.[2][6][7]

## Pubblicazioni
Walter Nicodemi scrive la sua prima pubblicazione nel 1963 (due anni dopo il conseguimento della laurea), sulla rivista "La metallurgia italiana".
Di seguito vengono riportate alcune pubblicazioni di Walter Nicodemi:
- (EN) Carlo Mapelli, Walter Nicodemi, Riccardo F. Riva, Microstructural Investigation on a Medieval Sword Produced in 12th Century A.D., in ISIJ International, vol. 47, n. 7, 2007,  pp. 1050-1057.
- (EN) Walter Nicodemi, Carlo Mapelli, Roberto Venturini, Riccardo F. Riva, Metallurgical Investigations on Two Sword Blades of 7th and 3rd Century B.C. Found in Central Italy [collegamento interrotto] (abstract), in ISIJ International, vol. 45, n. 9, 2005,  pp. 1358-1367.
- Carlo Mapelli, Walter Nicodemi, Riccardo F. Riva, Maurizio Vedani, Elisabetta Gariboldi, Nails of the roman legionary at Inchtuthil  (PDF) (abstract), in La metallurgia italiana, gennaio 2009.
- (EN) R. Roberti, W. Nicodemi, G.M. La Vecchia, Sh. Basha, J-R curve dependence on specimen geometry and microstructure in two austenitic-ferritic stainless steels (abstract), in International Journal of Pressure Vessels and Piping, vol. 55, n. 2, 1993,  pp. 343-352, DOI:10.1016/0308-0161(93)90042-R.
- (EN) G. Perona, R. Sesini, W. Nicodemi, R. Zoja, Study of zircaloy-2 — stainless steel diffusion bonds (abstract), in Journal of Nuclear Materials, vol. 18, n. 3, marzo 1966,  pp. 278-291, DOI:10.1016/0022-3115(66)90169-3.

Oltre a più di 200 pubblicazioni su riviste, Walter Nicodemi ha scritto diversi libri sulla metallurgia, tra cui:
- Walter Nicodemi, Acciai e leghe non ferrose, Zanichelli, 2000, ISBN 88-08-03237-X.
- Walter Nicodemi, Carlo Mapelli, Archeometallurgia, AIM, 2009, ISBN 88-85298-75-3.
- Walter Nicodemi, Siderurgia. Processi e impianti, AIM, 1995, ISBN 88-85298-20-6.
- Walter Nicodemi, Raffaello Zoja, Processi ed impianti siderurgici, Tamburini, 1974.
- Walter Nicodemi, Raffaello Zoja, Metallurgia applicata, Tamburini, 1975.
- Walter Nicodemi, Carlo Mapelli, Siderurgia, AIM, 2011, ISBN 88-85298-81-8.
- Walter Nicodemi, Metallurgia. Principi generali, 3ª ed., Zanichelli, 2000, ISBN 88-08-08999-1.
- Walter Nicodemi, Maurizio Vedani, La metallurgia nelle tecnologie di produzione, AIM, 1998, ISBN 88-85298-29-X.
- Walter Nicodemi, Introduzione agli acciai inossidabili, 2ª ed., AIM, 2003, ISBN 88-85298-47-8.